# Petite Autane
La Petite Autane est un sommet de la vallée du Champsaur, dans le département des Hautes-Alpes.

## Ascension

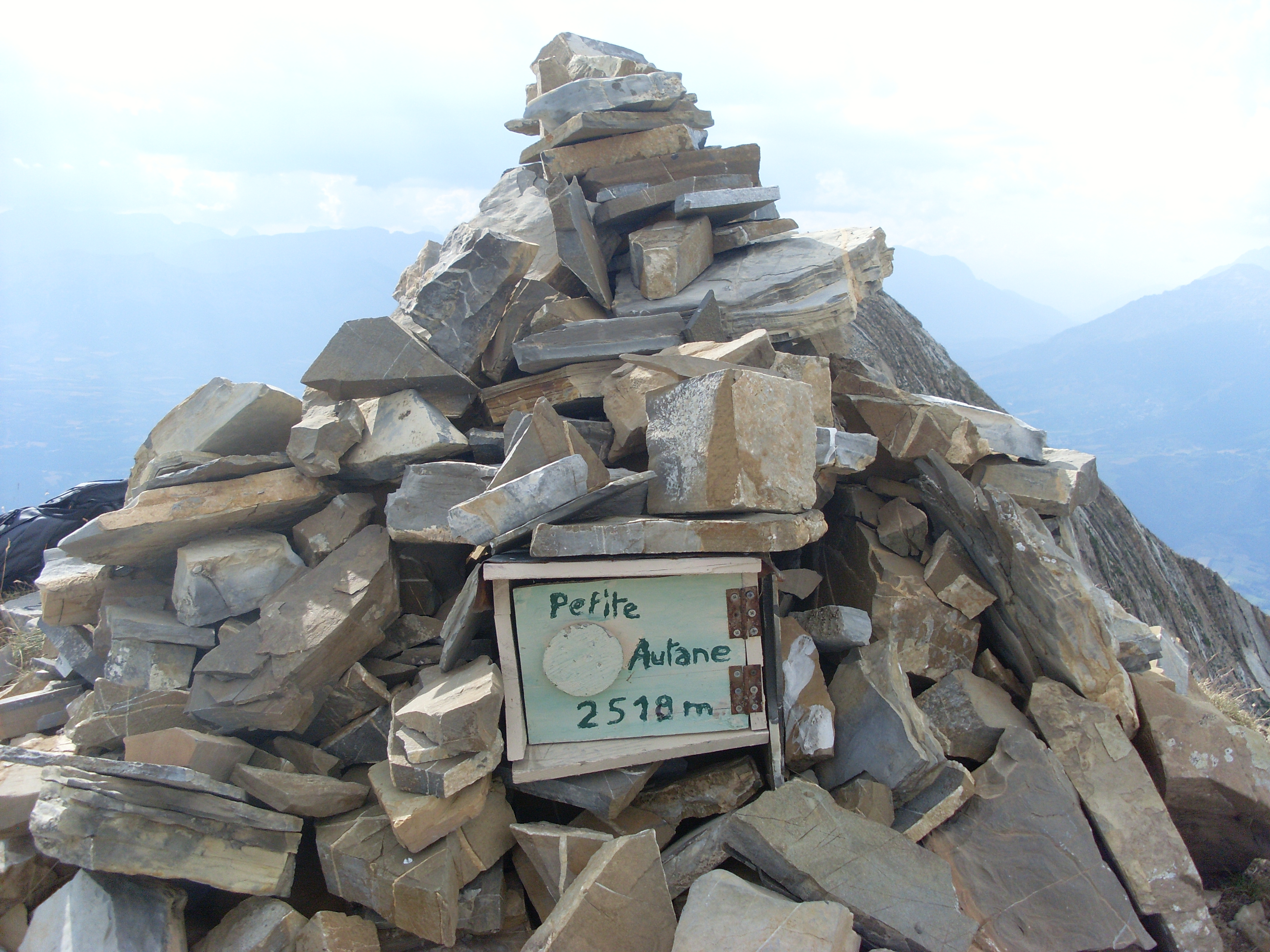
Cairn sommital de la Petite Autane.

Son ascension peut se faire depuis :
- le Cuchon, sommet culminant à 2 002 mètres d'altitude, accessible par télésiège depuis Saint-Léger-les-Mélèzes, en suivant la crête plus vertigineuse que dangereuse. Arrivée à l'antécime, poursuivre sur l'arête au travers des pierriers pour atteindre le sommet ;
- le col de Combeau, à 2 303 mètres d'altitude. On y accède par le parking de Rouanne Haute sur la commune d'Ancelle. Du col, poursuivre sur la crête via la Tête du Seigneur (2 352 mètres), le col du Seigneur (2 300 mètres) puis, tout en continuant sur la crête, on arrive directement au sommet.

## Panorama

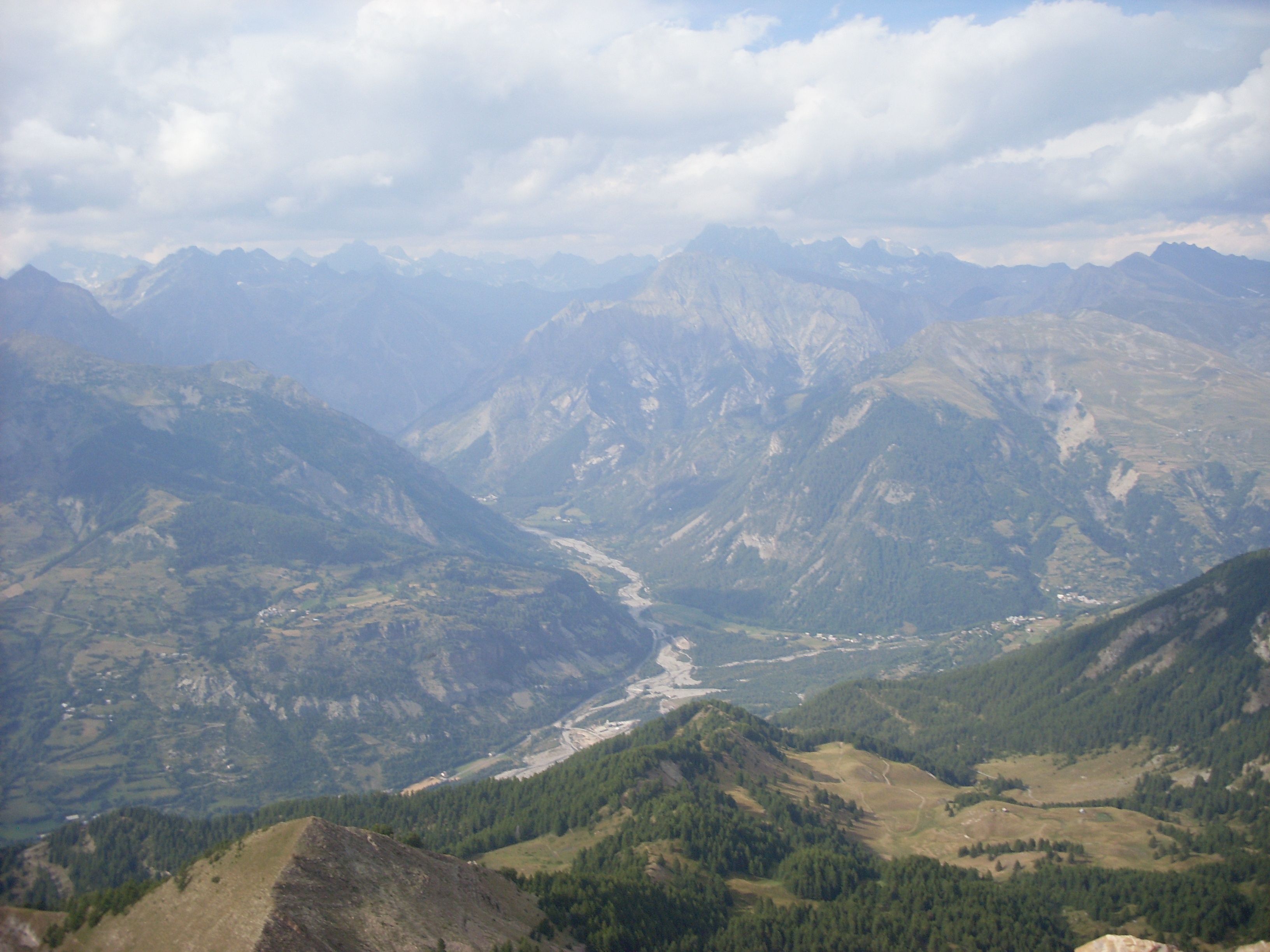
Vue sur la vallée du Drac depuis le sommet.

La vue depuis le sommet est l'une des plus complètes et diversifiées du Champsaur. Elle s'étend à l'ouest, du début de l'Isère au niveau du lac du Sautet à Corps, la montagne de Faraud, le col du Noyer, le pic de Gleize avec le col de Gleize et le col Bayard. Au sud, le puy de Manse, Gap jusque vers le Laragnais et Tallard. À l'est, le Piolit, la Coupa et le col de Rouannette, sa « grande sœur » la Grande Autane (sur la même crête), plus loin les pentes d'Orcières-Merlette sont largement visibles. En regardant vers Champoléon, on aperçoit par beau temps le mont Pelvoux et son glacier sommital du même nom. Le massif du Vieux Chaillol se dresse au nord. Quand on regarde en bas, la vallée du Drac avec ses hameaux quasiment tous visibles depuis le sommet (Saint-Jean-Saint-Nicolas, Chaillol, Chabottes, etc.) sont comme à nos pieds.